# Solodke, Huleaipole
Solodke (în ucraineană Солодке) este un sat în comuna Uspenivka din raionul Huleaipole, regiunea Zaporijjea, Ucraina.

## Demografie
Componența lingvistică a localității Solodke
     Ucraineană (92,09%)
     Rusă (1,44%)
Conform recensământului din 2001, majoritatea populației localității Solodke era vorbitoare de ucraineană (92,09%), existând în minoritate și vorbitori de armeană (6,47%) și rusă (1,44%).